# Anna Wåhlin (oceanograf)
Anna Wåhlin, född 1970 i Göteborg, är en svensk professor i oceanografi vid institutionen för marina vetenskaper vid Göteborgs universitet. Hon har uppmärksammats för sin forskning om glaciärer i Antarktis.

## Biografi
Wåhlin studerade oceanografi vid Göteborgs universitet och disputerade 2001 med en avhandling om dynamiken hos havsströmmar. Hon var därefter post-doc mellan 2003 och 2006 vid universitetet i Oslo.
Hennes forskning har fokuserat på oceanografiska förhållanden kring Antarktis, där hon kartlagt havsströmmar, issmältningsprocesser och interaktion mellan atmosfär och hav och is. Hon utsågs 2015 till professor i oceanografi vid institutionen för marina vetenskaper vid Göteborgs universitet.
Wåhlin utsågs 2021 till rådsprofessor av Vetenskapsrådet och fick sammanlagt 50 miljoner kronor under tio år för sin forskning i vattnen under Antarktis flytande glaciärer. Genom dessa forskningsanslag har bland annat roboten Ran införskaffats, en obemannad undervattensfarkost som kan kartlägga och mäta till exempel sprickbildning, salthalt och temperatur på undersidan av flytande glaciärer. Dessa insatser har särskilt riktats mot Thwaitesglaciären, även kallad "Domedagsglaciären". Glaciärens avsmältning har på senare tid ökat och befaras kunna orsaka havsnivåhöjningar under kommande århundraden på upp till 0,65 meter vid ett fortsatt accelererat smältförlopp.
Wåhlin har varit ledamot i projektet Southern Ocean Observing System(en), ett samarbete mellan Scientific Committee on Antarctic Research (SCAR) och Scientific Committee on Oceanic Research (SCOR)(en). Hon är en av redaktörerna för den vetenskapliga tidskriften Advances in Polar Science.
Wåhlins publicering har (2024) enligt Google Scholar ett h-index på 30 och över 3 000 citeringar.

## Publikationer (urval)
- Rebesco, M., Hernández-Molina, F.J., Van Rooij, D. and Wåhlin, A., 2014. Contourites and associated sediments controlled by deep-water circulation processes: state-of-the-art and future considerations. Marine Geology, 352, pp. 111–154.[12]
- Arndt, J.E., Schenke, H.W., Jakobsson, M., Nitsche, F.O., Buys, G., Goleby, B., Rebesco, M., Bohoyo, F., Hong, J., Black, J. and Greku, R et al.  2013. The International Bathymetric Chart of the Southern Ocean (IBCSO) Version 1.0—A new bathymetric compilation covering circum‐Antarctic waters. Geophysical Research Letters, 40(12), pp. 3111–3117.[13]
- Rebesco, M., Wåhlin, A., Laberg, J.S., Schauer, U., Beszczynska-Möller, A., Lucchi, R.G., Noormets, R., Accettella, D., Zarayskaya, Y. and Diviacco, P., 2013. Quaternary contourite drifts of the Western Spitsbergen margin. Deep-Sea Research Part I: Oceanographic Research Papers, 79, pp. 156–168.[14]